# Bahar Mert
Bahar Mert-Urcu (ur. 13 grudnia 1975 w Kyrdżali) – turecka siatkarka, reprezentantka kraju, występująca na pozycji rozgrywającej. Wraz z reprezentacją zdobyła srebrny medal na mistrzostwach europy, które rozgrywały się w 2003 roku w Turcji. Uczestniczyła w mistrzostwach świata w 2006 roku rozgrywanych w Japonii.
W 2009 roku zakończyła karierę sportową.

## Kariera
- 1990–1994  Eczacıbaşı Stambuł
- 1994–2000  Vakıfbank Ankara
- 2000–2002  Volley Cats Berlin
- 2002–2005  Eczacıbaşı Stambuł
- 2006–2007  Asystel Novara
- 2007–2009  Türk Telekom Ankara

## Sukcesy

### Klubowe
- Mistrzostwo Turcji: (1994, 1995, 1997, 1998, 2002, 2003)
- Brązowy medal Pucharu Top Teams: (2007)
- Brązowy medal Mistrzostw Turcji: (2008)

### Reprezentacyjne
- Wicemistrzostwo Europy: (2003)